# 圣雅各伯堂 (赫雷斯)
圣雅各伯堂（西班牙語：Iglesia de Santiago）是一座罗马天主教教堂，位于西班牙赫雷斯-德拉弗龙特拉。1931年公布为西班牙文化財產。
该堂靠近同名广场，位于中世纪城墙以外。在那里有一座同名的小堂，建于西班牙收复失地运动时期。
该堂有两个善会（Hermandades）：
- Hermandad del Prendimiento[1]
- Hermandad del Rosario de Capataces y Costaleros.[2]